# Passagem dos Inocentes
Passagem dos Inocentes é um romance do escritor paraense, Dalcídio Jurandir, publicado em 1963 pela editora Martins
Passagem dos Inocentes é quinto romance do ciclo do extremo-norte. Possui duas ambientações: a primeira é na cidade de Muaná e e a segunda em Belém. A narrativa possui dois protagonistas: Alfredo e Dona Cecé. Na primeira parte do romance, Alfredo viaja com seus pais para a cidade de Muaná onde tem, pela primeira vez, um contato maior com os seus parentes por parte de mãe; e com suas irmãs por parte de pai. Na segunda parte do romance, Alfredo retorna a capital paraense para estudar, mas dessa vez, vai morar na casa de dona Cecé, na Passagem dos Inocentes. O romance gira em torno de Alfredo, que começa a perder a visão idealizada que tinha sobre Belém; e de Dona Cecé, atormentada constantemente pelo seu passado.

## Mudança Definitiva
Passagem dos Inocentes representa uma mudança na narrativa do escritor paraense. Neste romance, a narrativa é muito mais densa e experimental do que em seus romances anteriores, inserindo-se na terceira geração modernista brasileira. Contudo, o Realismo ainda se faz bastante presente na denúncia que o autor faz do abandono do povo amazônico e a condição precária das famílias pobres de Belém, morando em ruas que alagam e infestadas por moscas.
1. ↑  «Cópia arquivada». Consultado em 12 de julho de 2014. Arquivado do original em 14 de julho de 2014